# Henricia simplex
Henricia simplex är en sjöstjärneart som först beskrevs av Percy Sladen 1889.  Henricia simplex ingår i släktet Henricia och familjen krullsjöstjärnor. Inga underarter finns listade i Catalogue of Life.